# Distrito de Skalica
El distrito de Skalica (en eslovaco Okres Skalica) es una unidad administrativa (okres) de Eslovaquia Noroccidental, situado en la región de Trnava, con 46 791 habitantes (en 2001) y una superficie de 359 km². Su capital es la ciudad de Skalica.

## Demografía
| Año        | 1994   | 2004    | 2014    | 2024    |
| ---------- | ------ | ------- | ------- | ------- |
| Población  | 46 384 | 47 134  | 46 934  | 46 764  |
| Diferencia |        | +1,61 % | −0,42 % | −0,36 % |

| Año        | 2023   | 2024    |
| ---------- | ------ | ------- |
| Población  | 46 916 | 46 764  |
| Diferencia |        | −0,32 % |

## Ciudades (población año 2017)
- Gbely 5155
- Holíč 11 171
- Skalica (capital) 14 967

## Municipios
- Brodské 2294
- Chropov 390
- Dubovce 632
- Kátov 638
- Kopčany 2582
- Koválovec 146
- Letničie 504
- Lopašov 326
- Mokrý Háj 717
- Oreské 390
- Petrova Ves 1074
- Popudinské Močidľany 909
- Prietržka 504
- Radimov 569
- Radošovce 1763
- Trnovec 305
- Unín 1231
- Vrádište 824